# Narsingdi (district)
Narsingdi est un district du Bangladesh. Il est situé dans la division de Dhaka. La ville principale est Narsingdi.

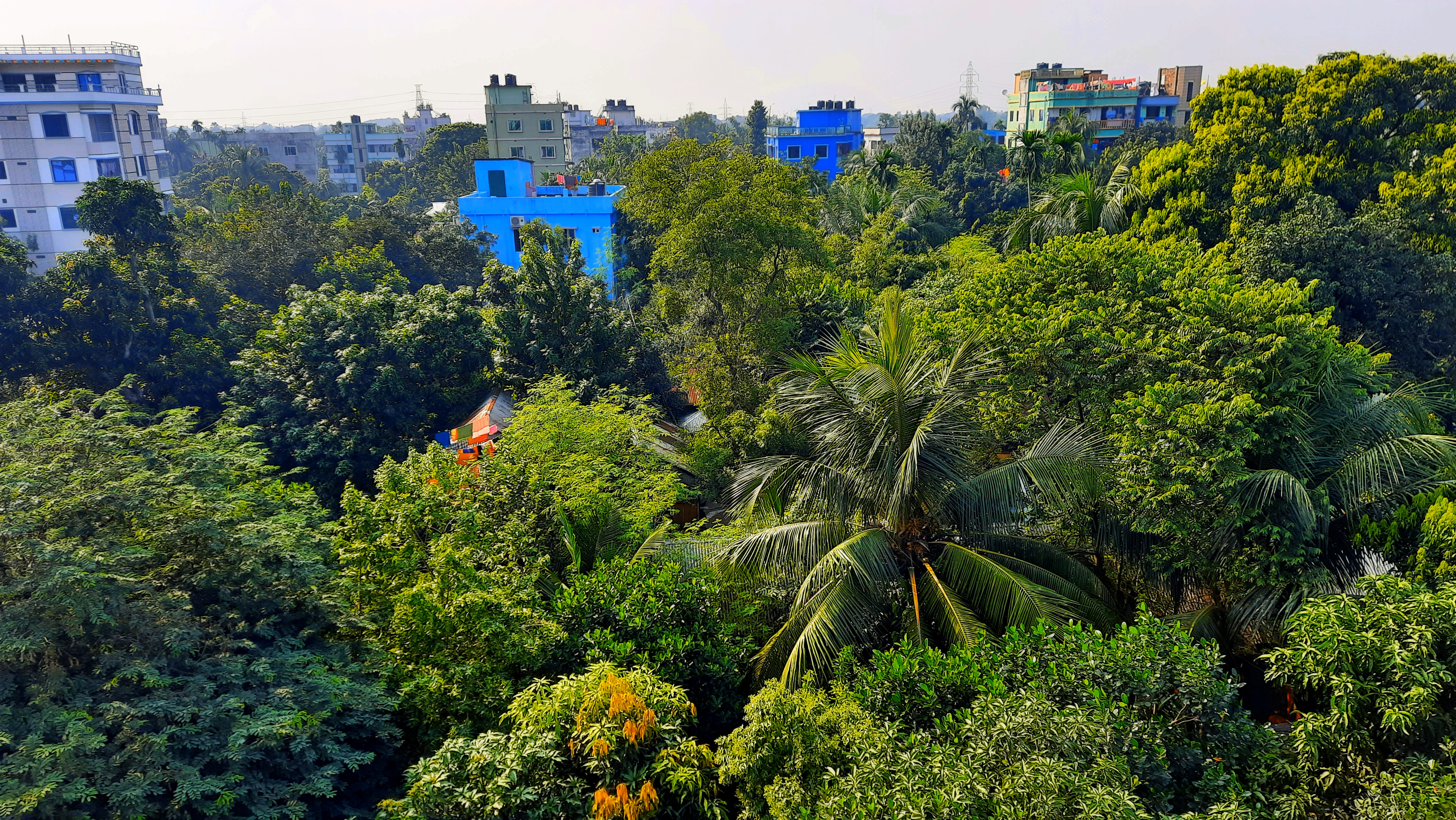
La ligne d'horizon de Velanagar, Nrasingdi